# Хабиб Субах
Хаби́б Суба́х (англ. Habib Subah, род. 14 декабря 1982 года) — бахрейнский профессиональный игрок в снукер. Один из первых профессиональных снукеристов с Ближнего Востока. Стал профессионалом в 2003 году. Хотя Хабиб играл в мэйн-туре, значительных успехов на профессиональных турнирах он не добивался. Главное достижение бахрейнского снукериста — третий раунд квалификации на чемпионат мира 2004 года. Высший брейк — 126 очков, хотя на тренировках он делал и максимальный брейк.
На любительских соревнованиях Хабиб выступал значительно лучше: в 2003 и 2004 годах был чемпионом Бахрейна.  
В 2008 году Субах выступил в уайлд-кард раунде профессионального чемпионата Бахрейна.

## Достижения в карьере
- Чемпионат мира среди любителей 1/4 финала — 2004
- Asian Games Snooker Singles чемпион — 2006
- Asian Games Snooker Doubles чемпион — 2006
- Чемпионат Бахрейна победитель — 2003-2004
- Чемпионат мира 3-й квалификационный раунд — 2004
- Asian Championship полуфинал — 2004
- GCC International Tournament Singles чемпион — 2003
- Чемпионат Азии среди игроков до 21 года — 2002